# Fibula (spænde)
 For alternative betydninger, se Fibula. (Se også artikler, som begynder med Fibula)
En fibula (også kaldet bøjlenål) er et bøjeligt spænde, som ofte ligner en sikkerhedsnål men som også kan have andre former. Fibulaer blev brugt fra bronze- til og med middelalder. Hovedformålet med en fibula er at sammenfæste tekstiler, selv om de også har været ren dekorative.
Eftersom fibulaernes form ændrede sig over tid har man gennem typologiske studier kunnet lave en kronologisk oversigt, som i mange tilfælde kan bidrage med at datere gravfund.
I forbindelse med en udgravning i 2013-14, blev der fundet en sjælden fibula fra romersk jernalder, formet i bronze som en ugle, på en boplads ved Lavegård syd for Nexø på Bornholm.